# Majk
Majk (do 2005 roku Majki) – wieś sołecka w Polsce położona w województwie mazowieckim, w powiecie ostrołęckim, w gminie Baranowo.
W latach 1975–1998 miejscowość należała administracyjnie do województwa ostrołęckiego.
W 2008 roku droga przechodząca przez Majk (droga Cierpięta–Ziomek) została pokryta asfaltem.
Wierni kościoła rzymskokatolickiego należą do parafii Świętego Bartłomieja Apostoła w Baranowie.